# Мієко Хіроясу
Мієко Хіроясу (яп. 広安美代子, 23 січня 1911 — 29 липня 2025) — японська довгожителька, вік якої підтверджений Групою геронтологічних досліджень (GRG) та Групою LongeviQuest (LQ). Була найстарішою живою людиною в Японії та Азії і 6-ю найстарішою живою людиною у світі. Її вік становив 114 років 187 днів.

## Біографія
Народилася 23 січня 1911 року в Накацу, префектура Оїта. Вона вивчала мистецтво у школі в Токіо, де була старостою класу у початковій школі. У цей час вона жила зі своїм дядьком, тіткою та бабусею. Потім багато років працювала вчителем малювання у префектурі Хіросіма, де зустріла свого майбутнього чоловіка. У пари було троє дітей.
У віці 113 років вона все ще могла чітко говорити, писати та малювати, а також із задоволенням дивилася телевізор і грала в карткові ігри з іншими мешканцями свого будинку для людей похилого віку. Вона каже, що «хотіла б продовжувати жити здоровим та приємним життям».
У січні 2025 року, приблизно у день свого 114-го дня народження, вона захворіла на COVID-19, але успішно одужала, що робить її однією з найстарших відомих людей, які пережили цю хворобу.
Померла 29 липня 2025 року у віці 114 років та 187 днів в Накацу, префектура Оїта, Японія. Після її смерті найстарішою живою людиною в Японії та Азії стала Сігеко Кагава.

## Рекорди довгожителя
- 17 вересня 2018 року у віці 107-ми років вона стала найстарішою живою людиною у місті Накацу.
- 30 квітня 2021 року, після смерті 110-річного Кіо Сато, стала найстарішою живою людиною у префектурі Оїта[10][11][12].
- 26 квітня 2025 року, після смерті Окагі Хаясі, стала 3-ю найстарішою живою людиною у Японії та 9-ю найстарішою живою у світі.
- 30 квітня 2025 року, після смерті Іни Канабарро Лукас, стала 8-ю найстарішою живою людиною у світі.
- 20 травня 2025 року після смерті Міне Кондо стала 2-ю найстарішою живою людиною в Японії та Азії та 7-ю найстарішою живою у світі.
- 21 травня 2025 року після смерті Масу Усуї, стала найстарішою живою людиною в Японії та Азії та 6-ю найстарішою живою у світі.